# Angel Hobayan

Bischofswappen von Angel Hobayan

Angel Tec-i Hobayan (* 11. Dezember 1929 in Taft; † 11. März 2023 in San Juan City) war ein philippinischer Geistlicher und römisch-katholischer Bischof von Catarman.

## Leben
Angel Hobayan wuchs in Dolores auf. Er studierte Philosophie und Katholische Theologie am Priesterseminar St. Vincent de Paul in Calbayog und am Priesterseminar San Carlos in Cebu City. Am 25. März 1955 empfing er das Sakrament der Priesterweihe für das Bistum Calbayog.
Hobayan war zunächst als Pfarrvikar in Catubig (1955–1956) und in Calbayog (1956–1957) tätig, bevor er Pfarrvikar in Gandara und Pfarrer in Borongan wurde. Von 1958 bis 1961 war er Pfarrer der Pfarrei Our Lady of Angels in Can-avid. Am 22. Oktober 1960 wurde er in den Klerus des neu gegründeten Bistums Borongan inkardiniert. 1961 wurde Angel Hobayan für weiterführende Studien nach Rom entsandt, wo er 1964 an der Päpstlichen Lateranuniversität mit der Arbeit Confirmation, the Sacrament of Lay Apostolate („Die Firmung, das Sakrament des Laienapostolats“) im Fach Kanonisches Recht promoviert wurde. Während seiner Studienzeit in Rom war er Alumnus des Päpstlichen Philippinischen Kollegs. 1965 kehrte Hobayan in seine Heimat zurück und wurde Regens des Priesterseminars Jesus Nazareno in Borongan. Von 1966 bis 1967 fungierte er zudem als Generalvikar des Bistums Borongan und ab 1967 außerdem als Pfarrer der Pfarrei San Antonio de Padua in Llorente. Von 1967 bis 1968 leitete Hobayan das Bistum Borongan während der Sedisvakanz als Kapitularvikar. Anschließend wurde er erneut Generalvikar. Papst Paul VI. verlieh ihm am 28. Juni 1974 den päpstlichen Ehrentitel Apostolischer Protonotar.
Am 12. Dezember 1974 ernannte ihn Papst Paul VI. zum ersten Bischof von Catarman. Der Apostolische Nuntius auf den Philippinen, Erzbischof Bruno Torpigliani, spendete ihm am 5. März 1975 in der Kathedrale Nativity of the Blessed Virgin Mary in Borongan die Bischofsweihe; Mitkonsekratoren waren die Godofredo Pedernal Pisig, Bischof von Borongan, und Ricardo Pido Tancinco, Bischof von Calbayog. Hobayan wählte den Wahlspruch Caritas justitiaque Christi („Die Nächstenliebe und die Gerechtigkeit Christi“). Die Amtseinführung erfolgte am 11. März 1975. 1976 wurde auf seine Initiative hin das Priesterseminar John Paul in Catarman errichtet.
In der Philippinischen Bischofskonferenz gehörte Hobayan von 1978 bis 1979 der Liturgiekommission an. Später war er Mitglied der Kommissionen für Migration und Tourismus (1991–1995), für Kanonisches Recht (1993–2003) sowie für das Bibelapostolat (2001–2003).
Papst Johannes Paul II. nahm am 10. März 2005 seinen altersbedingten Rücktritt an. Hobayan starb im März 2023 im Cardinal Santos Medical Center in San Juan City und wurde in der Kathedrale Our Lady of the Annunciation in Catarman beigesetzt.